# 首都医科大学附属北京中医医院
首都医科大学附属北京中医医院是一家三级甲等医院，医院承担首都医科大学中医药临床医学院的任务。医院位于东城区美术馆后街23号，于1956年建立。

## 医院规模
占地28000平方米，建筑面积55000平方米，病床数达1400张。